# 艾氏雕
艾氏雕（拉丁文學名：Hieraaetus ayresii）是一種隼雕，可以在撒哈拉沙漠以南的非洲各地發現它們的蹤影。